# Epidemia de ébola de 1976
En agosto de 1976, ocurrió un brote del virus del ébola en el Zaire (actual República Democrática del Congo). El primer caso reportado fue en Yambuku, un pequeño poblado en la provincia de Mongala, a 1098 km al noreste de la capital Kinsasa. 
Al principio, se pensó que el virus responsable del brote inicial era el virus de Marburgo, pero posteriormente fue identificado como un nuevo tipo de virus relacionado con el género Marburgvirus.
Resultado de este brote, hubo un total de 318 casos y 280 muertes (una tasa de mortalidad del 88%), con lo que, junto con el brote en Sudán ocurrido semanas antes, fueron los primeros brotes de ébola jamás registrados.

## Epidemiología

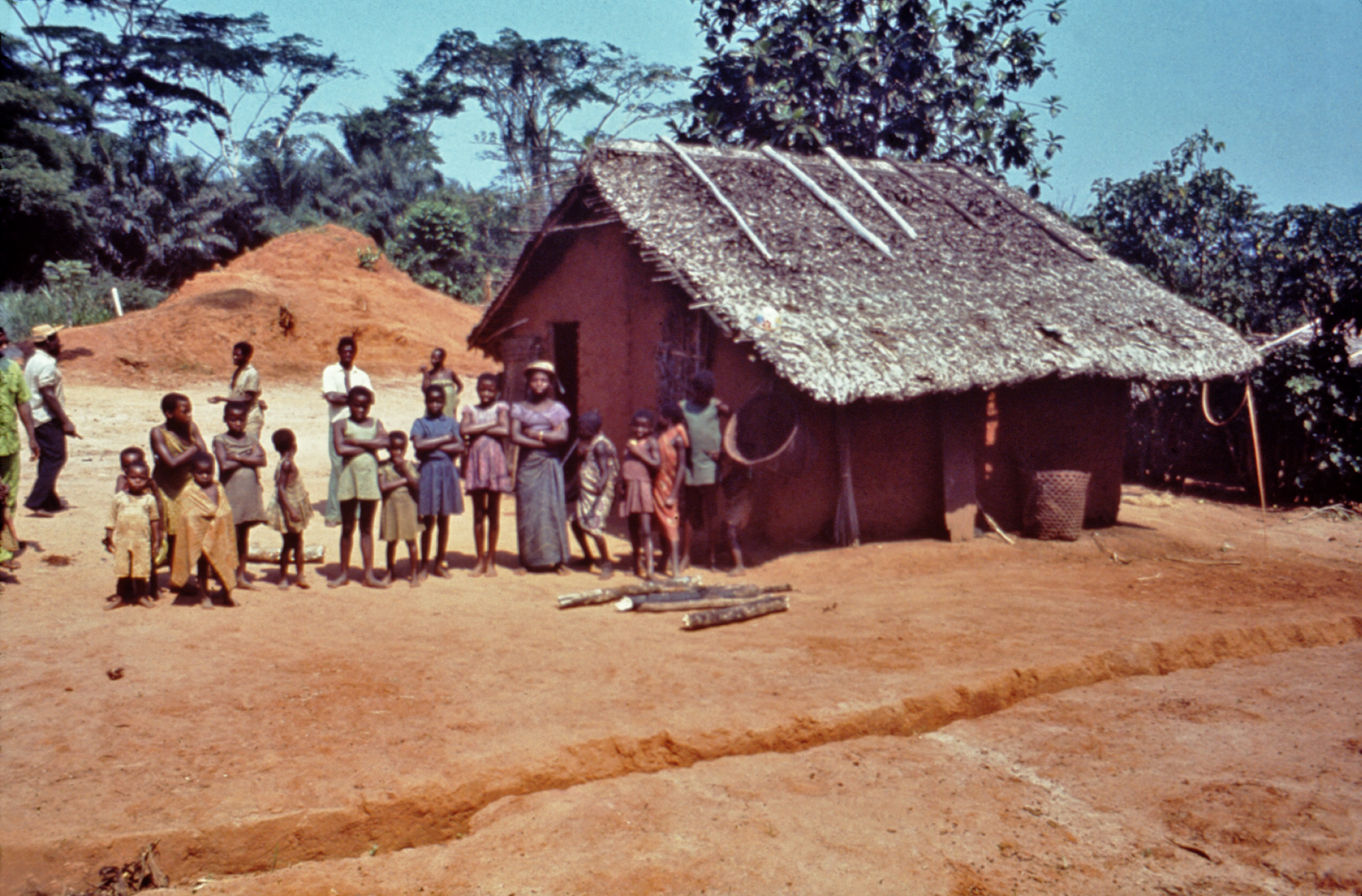
Residentes examinados por oficiales del Servicio de Inteligencia Epidémica del CDC durante el brote de ébola de 1976

Mabalo Lokela, director de una escuela en Yambuku, fue el primer caso del brote de 1976 en el Zaire. Lokela había viajado en una misión de Yambuku en agosto de 1976 cerca de la frontera con la República Centroafricana y, a lo largo del río Ébola.
Inicialmente, Lokela fue diagnosticado con malaria en el Hospital Misión de Yambuku y fue tratado con quinina. Sin embargo, Lokela regresó al hospital el 1 de septiembre con fiebre alta. Se le recomendó reposo y regresó a su hogar en el poblado de Yalikonde, a un kilómetro del complejo de la misión. Para el 5 de septiembre, Lokela estaba en estado crítico, con sangrados abundantes en todos sus orificios, vómito, diarrea aguda, dolores en el pecho, dolor de cabeza, fiebre y un estado agitado de confusión, muriendo poco después del 8 de septiembre. El 28 de agosto, un segundo hombre presentó síntomas, indicando vivir en el poblado de Yandongi. Dejó el hospital el 30 de agosto, ya que no se pudo identificar una causa clara de sus síntomas y no se le volvió a ver. El mismo día, Yombe Ngongo, una paciente del hospital que recibía tratamiento para la anemia, abandonó el hospital y regresó a su poblado. Pronto, cayó gravemente enferma y fue atendida por su hermana menor, Euza. Yombe Ngongo murió el 7 de septiembre y su hermana Euza el 9 de septiembre.
Poco después de la visita de Lokela, se presentaron otros casos en el Hospital Misión de Yambuku. Un reporte de la Organización Mundial de la Salud (OMS), apuntó que «casi todas las infecciones subsecuentes habían recibido inyecciones en el hospital o habían tenido contacto cercano con otros casos.» 21 amigos y parientes cercanos de Lokela enfermaron gravemente y, 18 de ellos murieron poco después de que miembros de su familia prepararan el cadáver para su entierro según las tradiciones locales. El reciclaje de agujas sin esterilizar en el hospital contribuyó a la propagación de la infección.
El Hospital Misión de Yambuku era un hospital católico remoto que no contaba con doctores ni instalaciones de laboratorio para ayudar con los diagnósticos. Los tratamientos eran dados por 4 monjas belgas, un cura, una enfermera y 7 zaireños. Se solicitaron pedidos urgentes de asistencia el 12 de septiembre. El 15 de septiembre, el primer doctor en arribar, Mgoi Mushola, preparó un reporte en el que anotó que ninguno de los muchos tratamientos proporcionados tuvo éxito; esta fue la primera descripción formal de la enfermedad por el virus del Ébola.
Peter Piot, microbiólogo y médico que investigó la epidemia subsecuente, concluyó que fue causada inadvertidamente por las hermanas del Hospital Misión de Yambuku, quienes habían administrado inyecciones de vitaminas innecesariamente a mujeres embarazadas en la clínica prenatal, sin esterilizar las agujas y jeringas.
En total, se identificaron 318 casos del virus en el Zaire y 280 resultaron en muertes. Adicionalmente, ocurrieron 284 casos y 151 muertes en el vecino Sudán del Sur, en un brote no relacionado. El Hospital Misión de Yambuku fue cerrado después de que 11 de sus 17 miembros del personal murieran. Las monjas belgas también se infectaron, y dos de ellas murieron junto con la enfermera zaireña Mayinga N'Seka, después de que el grupo fuera transportado a Kinsasa. Con la ayuda de la OMS, el brote fue contenido poniendo en cuarentena a los lugareños en sus localidades, esterilizando el equipo médico, y proporcionando ropa protectora al personal médico. La Fuerza Aérea del Congo proporcionó helicópteros para transportar al equipo médico a 550 poblados en el área.